# Долно Дупени
Долно Дупени (на македонска литературна норма: Долно Дупени) е село в югозападната част на Северна Македония, община Ресен.

## География
Селото е разположено в областта Долна Преспа на границата с Гърция, между Преспанското езеро от запад и Пелистер от изток.

## История
Селото се споменава в османски дефтер от 1530 година под името Дупени, спахийски зиамет и тимар, с 49 ханета гяури, 63 ергени гяури и 7 вдовици гяурки.
В края на XIX век Долно Дупени е село в Долнопреспанска нахия на Битолска каза на Османската империя. В „Етнография на вилаетите Адрианопол, Монастир и Салоника“, издадена в Константинопол в 1878 година и отразяваща статистиката на населението от 1873 година, Дупене (Doupéné) е посочено като село в каза Ресен с 13 домакинства и 38 жители българи.
Според българския географ Васил Кънчов („Македония. Етнография и статистика“), през 90-те години на XIX век Долно Дупени има 220 жители българи християни.
На Етнографската карта на Битолския вилает на Картографския институт в София от 1901 година Дупени е чисто българско село в Битолската каза на Битолския санджак с 30 къщи.
По време на Илинденското въстание в Горно и Долно Дупени са убити от башибозук Наум Трайчев, Георги Наумов, Ставре Христов, селския протогер, Митре Наумов, Петре Георгиев, Трайче Митрев, Велика Гащева, Кира Янева и Елена Янева, тежко ранени са Костадин Митрев, Наум Иванов, София Иванова, Лена Наскова, София Ненова и Дафина Славова, а всичките 65 къщи са ограбени и изгорени. Селото дава 22 души четници във въстанието, от които загиват Христо Наум, Никола Стефов, Нанчо Танев и Кърсте Танев.
След потушаването на въстанието в началото на 1904 година цялото село минава под върховенството на Българската екзархия. Според статистиката на секретаря на Екзархията Димитър Мишев („La Macédoine et sa Population Chrétienne“) в 1905 година населението на Долно Дупени се състои от 200 българи екзархисти. В селото има българско училище.
По време на българското управление на Вардарска Македония през Първата световна война Долно Дупени е част от Наколска община в Ресенска околия и има 403 жители.
Според преброяването от 2002 година селото.
| Националност     | Всичко |
| северномакедонци | 234    |
| албанци          | 0      |
| турци            | 0      |
| цигани           | 0      |
| власи            | 0      |
| сърби            | 0      |
| бошняци          | 0      |
| други            | 1      |

Във и около Долно Дупени има 11 църкви. „Свети Атанасий“ е възрожденска църква от 1864 година, изградена върху по-стара от XVII век. „Света Богородица“ е манастирска църква на 2 километра североизточно от селото от началото на XX век. „Свети Архангел Михаил“ (1883) е разположена в селото. Живописта е запазена само в апсидата, а църквата има регистрирани като паметници на културата икони. За разположената югоизточно от селото „Свети Илия“ се предполага, че е градена върху по-стара църква. Скромната по размери „Свети Врачи“ е на 3-4 километра източно от селото. „Свети Никола“, на 1 km източно, също е малка със скромна архитектура. Такива са и разположената на 1 km южно „Свети Димитър“, разположената на изток „Света Петка“ и на югоизток „Свети Филип“. „Св. св. Кирил и Методий“ е селска църква от 1911 година.

## Личности
Родени в Долно Дупени
- Д-р Ангел Рабушев, български лекар и революционер, деец на ВМОРО, роден в Горно или Долно Дупени.[12]
- Владо Йовановски (6 октомври 1935 - 2006), северномакедонски писател, краевед, авто на книгата „Населбите во Прилеп“
- Владо Поповски (р. 1941), северномакедонски юрист
- Драги Митревски (р. 1959), северномакедонски археолог
- Евтим Гещаков (1867 – ?), деец на ВМОРО, роден в Горно или Долно Дупени[13]
- Живко Шуменов, български общественик, деец на МПО
- Константин Танев (1888 - ?), завършил история и география в Женевския университет в 1911 година, роден в Горно или Долно Дупени[14]
- Кръстин Филипов Попов, български революционер от ВМОРО[15]
- Митре Стефанов Пайков, български революционер от ВМОРО[15]
- Лазар Тодоров Пайков, български революционер от ВМОРО[15]
- Лазар Тодоров Трайков, български революционер от ВМОРО[16]
- Никола Оджаков, деец на ВМОРО, роден в Горно или Долно Дупени, войвода на дупенската чета през Илинденско-Преображенското въстание.[17]
- Павле Йованов Христов, български революционер от ВМОРО[15]
- Петре Георгиевски (р. 1940), университетски професор и социолог от Северна Македония
- Спиро Симеонов (1881 – ?), български революционер от ВМОРО
- Христо Котев Петрев, български революционер от ВМОРО[15]